# Hayato Okuda
Hayato Okuda (奥田 勇斗 Okuda Hayato?), född 21 april 2001 i Osaka prefektur, är en japansk fotbollsspelare.
Okuda började sin karriär 2019 i Gamba Osaka.